# 곤돌라 리프트

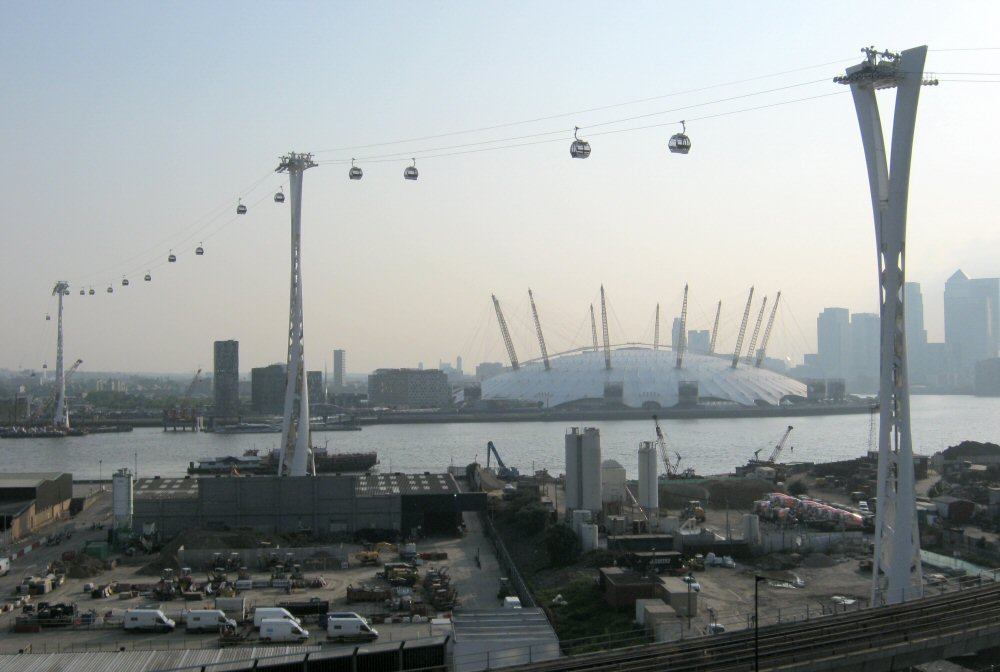
런던의 템즈강 위의 에미레이트 에어 라인

곤돌라 리프트(독일어: Gondola lift)는 케이블 운송 수단이자, 위에서 케이블로 지지되고, 추진되는 공중 리프트 유형이다. 이것은 두 역 사이에, 때로는 중간 지지 타워 위에 묶인 강철 와이어 로프의 루프로 구성된다. 케이블은 일반적으로 엔진이나 전기모터로 연결된 터미널의 불휠에 의해 구동된다. 두 개의 터미널역 주변을 지속적으로 이동하고 순환하는 홀 로프가 특징이므로 종종 연속 시스템으로 간주된다. 이에 반해 공중 트램웨이는 고정 그립으로 단독으로 작동하고, 두 끝 터미널 사이를 앞뒤로 간단히 왕복한다.
곤돌라 리프트의 용량, 비용 및 기능은 지지 및 운반에 사용되는 케이블의 조합과 그립 유형(분리형 또는 고정형)에 따라 크게 달라진다. 알프스 산맥에서 이러한 체계가 확산되기 때문에 이탈리아어로 Cabinovia 및 프랑스어로 Télécabine은 영어 텍스트에서도 사용된다. 이러한 시스템은 케이블카라고 통칭되기도 한다.

## 역사
블라이헤르트의 Kohlerer-Bahn은 1908년 6월 29일 남티롤의 볼차노에서 문을 열었다.

## 유형

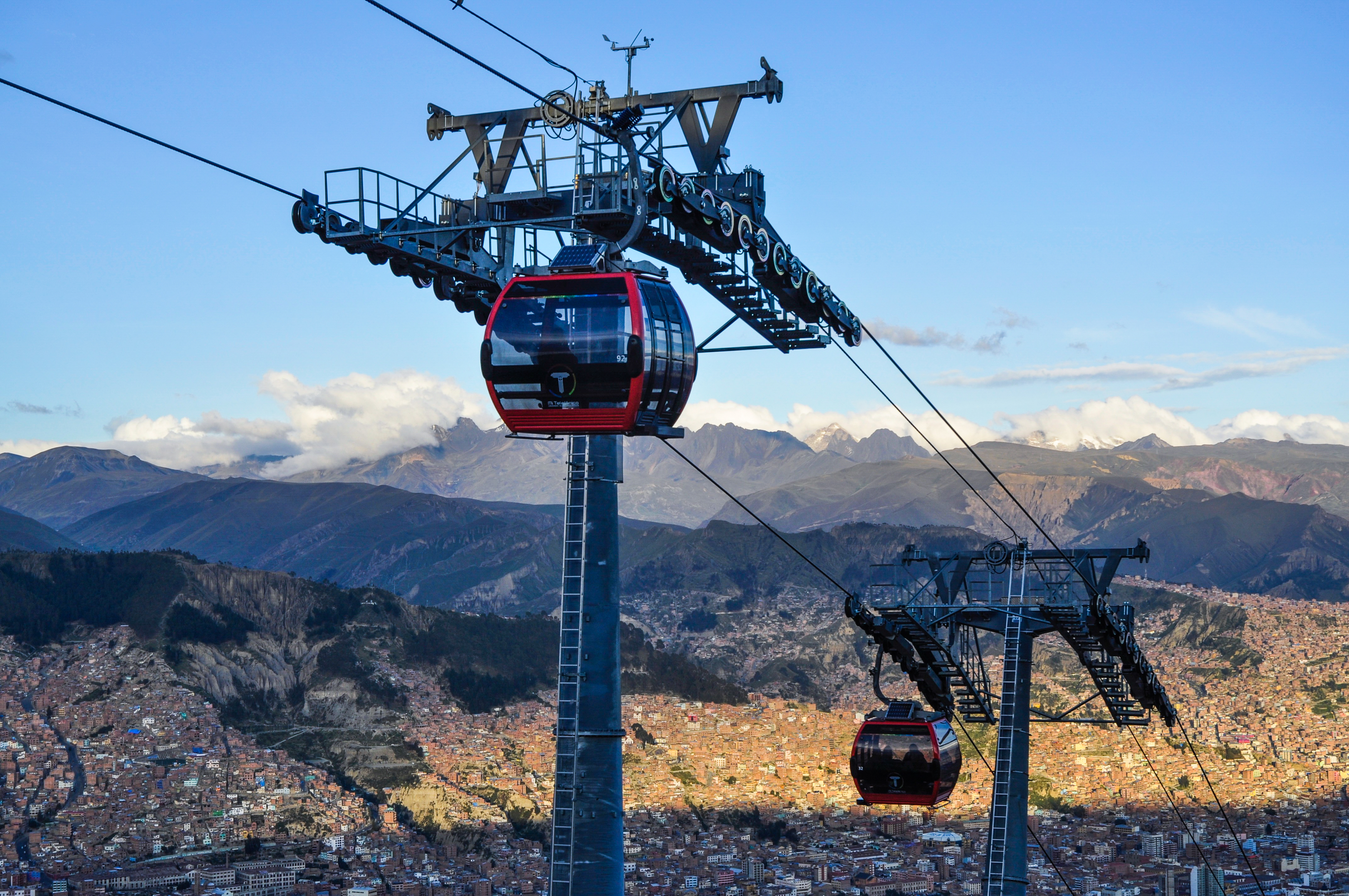
볼리비아 라파스 미텔레페리코 케이블카 시스템

### 여객 리프트
2명에서 15명 사이를 수용할 수 있는 일부 시스템의 경우, 스프링이 장착된 그립을 통해 케이블에 연결된다. 이 그립을 사용하면 캐빈을 움직이는 케이블에서 분리하고 터미널에서 속도를 줄여 승객이 승하차할 수 있다. 도어는 거의 항상 자동이며, 지붕이나 차대에서 위아래로 밀린 레버로 제어된다. 캐빈은 타이어를 회전시켜 터미널을 통해 구동된다. 또는 체인 시스템에 의해. 라인 속도로 가속 및 감속하기 위해 캐빈은 라인 또는 종단 속도에 도달할 때까지 점진적으로 더 빠른(또는 더 느린) 회전하는 타이어에 의해 구동된다. 이전 설치에서 곤돌라는 운영자에 의해 수동으로 가속된다. 곤돌라 리프트에는 리프트에서 업로드 및 다운로드를 허용하는 중간 정류장이 있을 수 있다. 표준 2개 대신 3개의 정류장이 있는 리프트의 예로는 빌라 곤돌라, 휘슬러 블랙콤의 엑스칼리버 곤돌라 및 알톤 타워즈의 스카이라이더(Skyride)가 있다.
다른 시스템에서는 케이블이 간헐적으로 느려져 승객이 역에서 캐빈을 내리고 승선할 수 있으며, 지중해에 대한 탁월한 전망을 제공하는 레바논의 Téléférique와 같이 경로를 따라 차에 있는 사람들이 사진을 찍을 수 있다. 이 곤돌라 리프트가 통과하는 80% 경사의 유서 깊은 주니에만과 소나무 숲. 이러한 시스템을 펄스 캐빈이라 하며, 일반적으로 여러 캐빈이 동시에 적재된다.
노천 곤돌라 또는 일반적으로 카브리올레라고 불리는 카브리올레는 매우 드물고 요소에 노출되어 있기 때문에 매우 원시적이다. 그들의 캐빈은 일반적으로 가슴 높이에서 위로 열리는 속이 빈 실린더이며 바닥과 지붕 덮개가 있다. 그들은 일반적으로 마을 곤돌라와 짧은 거리에 사용된다. 캐나다 퀘벡의 몽트랑블랑 리조트와 캐나다 온타리오의 블루 마운틴 스키 리조트 (여름 전용, 겨울에는 6인승 고속 체어리프트로 개조), 유타주 파크시티의 캐년스 리조트가 그 예이다. 콜로라도의 윈터 파크 리조트(Winter Park Resort)에 있는 마운틴 크리크(Mountain Creek)와 새로운 빌리지 캐브리올렛(Village Cabriolet). 야외 곤돌라는 또한 브리티시 컬럼비아주 파노라마 스키 리조트의 빌리지 곤돌라와 같이 펄스 곤돌라와 유사한 스타일로 제공될 수 있다.
미국에서 스키 리조트를 위해 건설된 최초의 곤돌라는 와이들 마운틴 스키장(Wildcat Mountain Ski Area)에 있었다. 1957년에 제작된 2인승 곤돌라로 1999년까지 스키어들에게 서비스를 제공했다. 리프트는 나중에 2004년에 철거되었다. 리프트와 캐빈은 이전 이탈리아 리프트 회사인 Carlevaro-Savio에서 제조했다. 세계에서 가장 긴 곤돌라 타기 중 하나인 곤델반 그린델발트-멘리헨은 스위스의 베른 고원에 있으며 그린델발트와 멘리헨을 연결한다.

### 도시 교통
최근 몇 년 동안 곤돌라 리프트는 도시 환경에서 사용이 증가하고 있다. 도시 교통에 사용되는 케이블카에는 콜롬비아 메들린(Medellín)의 메트로케이블이 포함된다. 에콰도르 과야킬의 아에로비아; 미국 오레곤주 포틀랜드에 있는 포틀랜드 공중 트램 ; 베네수엘라 카라카스 메트로케이블; 베네수엘라 메리다의 트롤케이블; 콜롬비아 마니살레스의 케이블 아에레오(Cable Aéreo) ; 볼리비아 라파스의 미 텔페리코; 멕시코 멕시코주에서 멕시케이블; 터키 앙카라의 예니막할레-Şentepe teleferik; 영국 런던의 에미레이트 항공; _ 및 2018년에 개통한 콜롬비아 보고타의 트랜스미케이블(TransMiCable). 메들린 및 카라카스의 메트로케이블 시스템은 대중교통 네트워크와 완전히 통합되어 승객에게 지역 지하철 노선으로 원활하게 환승할 수 있는 기능을 제공하는 반면 라 파츠의 네트워크는 세계에서 가장 큰 도시 대중교통 시스템 자체의 중추를 형성한다.
디즈니 스카이라이너는 2019년 9월 29일 플로리다 중부의 월트 디즈니 월드에서 개장한 곤돌라 리프트 서비스이다. 이 시스템은 여러 라인을 사용하고 5개의 역이 있으며 Epcot과 디즈니의 헐리우드 스튜디오를 서로 연결하고 디즈니가 소유하고 운영하는 여러 리조트 호텔과 연결한다.
미래의 도시 곤돌라 시스템과 관련하여 메트로 밴쿠버의 트랜스링크(TransLink)는 2010년 9월 발표에서 버나비 마운틴 위로 사이먼 프레이저 대학교까지 곤돌라를 건설할 것을 제안했다. 이 프로젝트는 2014년에 중단되었지만, 2017년 다시 부활했다.
2012년 말, 빠르게 성장하는 도시에서 대중교통 옵션을 확장하기 위해 텍사스 오스틴에 광범위한 공중 곤돌라 시스템이 제안되었다. 2017년에 지역 교통 기관에서 제안을 거부했다.
몬트리올에서 제안된 곤돌라 시스템은 몬트리올의 올드 포트에 의해 궁극적으로 거부되었다.

### 로프웨이 컨베이어
로프웨이 컨베이어 또는 재료 로프웨이는 본질적으로 곤돌라 리프트의 하위 유형이며 승용차가 아닌 상품 컨테이너가 매달려 있다.
로프웨이 컨베이어는 일반적으로 대규모 광산 문제 주변에서 발견되며 상당한 길이가 될 수 있다. 가봉의 모아다(Moanda)에서 콩고공화국의 음빈다(Mbinda)까지 이어지는 COMILOG 케이블카의 길이는 75km가 넘는다. 스웨덴의 Norsjö 케이블카의 길이는 96km였다.
에리트레아에서 이탈리아인들은 1936년 길이가 75km인 아스마라-마사와 케이블카를 건설했다. 콜롬비아의 Manizales - Mariquita 케이블카 (1922)의 길이는 73km이다.
컨베이어는 전기모터, 내연기관, 증기기관 또는 중력과 같은 다양한 형태의 전원으로 구동될 수 있다. 중력은 특히 산악 광산 문제에서 일반적이며 직접 사용된다. 하강하는 컨테이너의 무게가 다시 비탈을 끌어당기며 비탈길을 다시 올라간다. 중력은 흐르는 물이 있는 곳에서 간접적으로 사용할 수도 있다. 물레방아는 물에 작용하는 중력에 의해 구동되며 케이블에 전력을 공급하는 데 사용된다.

### 2선 또는 3선 케이블 곤돌라 리프트
단일 케이블이 캐빈의 지지와 추진을 모두 제공하는 기존 시스템을 종종 모노 케이블 곤돌라 리프트라고 한다. 하나의 고정 케이블('지지' 로프로 알려짐)과 하나의 운반 로프가 있는 곤돌라 리프트는 2선 케이블 곤돌라 리프트로 알려져 있는 반면, 두 개의 지지 로프와 하나의 운반 로프가 있는 리프트는 3선케이블 곤돌라 리프트로 알려져 있다. 2선케이블 곤돌라 리프트의 유명한 예로는 홍콩의 옹핑 360, 싱가포르 케이블카, 캐나다 밴프의 설퍼 마운틴 곤돌라가 있다. 이 시스템은 고정 케이블의 강도와 특성을 각 스팬에 맞출 수 있어 비용을 절감할 수 있다는 장점이 있다. 그들은 다른 공중 트램웨이처럼, 순환하기보다는 앞뒤로 움직이는 하나 또는 두 개의 일반적으로 더 큰 캐빈으로 구성된다. 2선케이블과 3선케이블 시스템은 모노케이블 시스템에 비해 더 큰 측면 안정성을 제공하므로 시스템이 더 높은 측풍에서 작동할 수 있다.

## 사고 목록
미국 스키 지역 협회(National Ski Areas Association)에 따르면 운송된 1억 마일당 사망자 수는 0.138명으로 자동차의 경우 1.23명이다.
- 1979년 10월 22일: 텍사스 주립 박람회의 "Swiss Sky Ride"에서 곤돌라 2대가 추락하여 1명이 사망하고 17명이 부상했다. 시속 64km/h의 돌풍으로 인해 3대의 차량이 충돌하고 2대의 차량이 경기 도중 케이블 아래로 떨어졌다.
- 1983년 1월 29일: 싱가포르 케이블카 참사로 인해 케이블카가 파나마에 등록된 석유 굴착 장치가 견인되어 케이블카가 충돌한 후 바다에 두 개의 캐빈이 추락하여 7명이 사망했다.
- 2005년 9월 5일: 오스트리아 죌덴에서 건설 헬리콥터에 의해 750kg 콘크리트 블록이 실수로 떨어뜨려 9명이 사망하고 10명이 부상당했다. 수백 명의 사람들이 엘리베이터에서 대피해야 했다.
- 2008년 3월 2일: 한 남자가 샤모니에서 곤돌라에서 떨어져 사망했다. 아마도 그와 그의 친구 중 한 명이 플렉시 유리창에 기대어 깨뜨린 후였을 것이다.

## 같이 보기
- 케이블카